# Samsung Galaxy Tab S6
La Samsung Galaxy Tab S6 est une tablette tactile commercialisée par Samsung à partir de 2018.
Une version Lite, allégée, est annoncée en 2019, et renouvelée en 2022.